# Sách đỏ IUCN
Sách đỏ IUCN hay gọi tắt là Sách đỏ (tiếng Anh: IUCN Red List of Threatened Species hay IUCN Red List) được bắt đầu từ năm 1964, là danh sách toàn diện nhất về tình trạng bảo tồn và đa dạng của các loài động vật và thực vật trên thế giới. Nó sử dụng một bộ tiêu chí để đánh giá nguy cơ tuyệt chủng của hàng ngàn loài và phân loài. Danh sách này được giám sát bởi Liên minh Bảo tồn Thiên nhiên Quốc tế (International Union for Conservation of Nature and Natural Resources, IUCN). Những tiêu chí này có liên quan đến tất cả các loài và tất cả các khu vực trên thế giới. Với cơ sở khoa học mạnh mẽ, Sách đỏ IUCN được công nhận là danh sách tốt nhất để điều tra đối với tình trạng đa dạng sinh học của một loài nào đó. Một loạt Sách đỏ khu vực được xuất bản bởi các quốc gia hoặc tổ chức, nhằm đánh giá nguy cơ tuyệt chủng đối với các loài trong một đơn vị quản lý.
Dựa trên các tiêu chuẩn đánh giá tình trạng các loài của IUCN, chính phủ Việt Nam cũng công bố Sách đỏ Việt Nam để hướng dẫn, thúc đẩy công tác bảo vệ tài nguyên sinh vật thiên nhiên. Đây cũng là tài liệu khoa học dược sử dụng vào việc soạn thảo và ban hành các quy định, luật pháp của Nhà nước về bảo vệ tài nguyên sinh vật thiên nhiên, tính đa dạng sinh học và môi trường sinh thái.
Danh sách đỏ của IUCN được đặt theo các tiêu chí chính xác để đánh giá nguy cơ tuyệt chủng của hàng nghìn loài và phân loài. Những tiêu chí này có liên quan đến tất cả các loài và tất cả các khu vực trên thế giới. Mục đích là để truyền đạt sự cấp bách của các vấn đề bảo tồn cho công chúng và các nhà hoạch định chính sách, cũng như giúp cộng đồng quốc tế cố gắng giảm thiểu sự tuyệt chủng của các loài. Theo Liên minh Bảo tồn Thiên nhiên Quốc tế (IUCN) (1996), các mục tiêu chính được nêu trong Sách đỏ là (1) để cung cấp thông tin dựa trên cơ sở khoa học về tình trạng của các loài và phân loài ở cấp độ toàn cầu, (2) để thu hút sự chú ý đến tầm nhìn và tầm quan trọng của việc đa dạng sinh học đang bị đe dọa, (3) ảnh hưởng đến chính sách và quyết định của quốc gia và quốc tế và (4) để cung cấp thông tin để hướng dẫn các hành động nhằm bảo tồn đa dạng sinh học.
Những người đánh giá các loài bao gồm BirdLife International, Viện Động vật học (bộ phận nghiên cứu của Hiệp hội Động vật học Luân Đôn), Trung tâm giám sát bảo tồn thế giới và nhiều nhóm chuyên gia trong Ủy ban Sinh tồn IUCN (SSC). Nói chung, các đánh giá nghiên cứu của các tổ chức và nhóm này chiếm gần một nửa số loài trong Sách đỏ.
IUCN đặt mục tiêu có danh mục của mọi loài được đánh giá lại sau mỗi năm năm nếu có thể hoặc ít nhất là cứ sau mười năm. Điều này được thực hiện theo cách đánh giá ngang hàng thông qua các nhóm chuyên gia của Ủy ban Sinh tồn IUCN (SSC), là Cơ quan Sách đỏ chịu trách nhiệm về một loài, nhóm loài hoặc khu vực địa lý cụ thể.
Tính đến năm 2018, 26.197 loài hiện được phân loại là sắp nguy cấp, nguy cấp hoặc cực kỳ nguy cấp.

## Các văn bản đã phát hành

Tỷ lệ loài trong một số nhóm được liệt kê là cực kỳ nguy cấp, nguy cấp và sắp nguy cấp trong Sách đỏ IUCN năm 2007.

Sách đỏ IUCN công bố văn bản năm 2004 (Sách đỏ 2009) vào ngày 17 tháng 11 năm 2004. Văn bản này đã đánh giá tất cả 38.047 loài, cùng với 2.140 phân loài, giống, chi và quần thể. Trong đó, 15.503 loài nằm trong tình trạng nguy cơ tuyệt chủng gồm 7.180 loài động vật, 8.321 loài thực vật, và 2 loài nấm.
Danh sách cũng công bố 784 loài loài tuyệt chủng được ghi nhận từ năm 1500. Như vậy là đã có thêm 18 loài tuyệt chủng so với bản danh sách năm 2000. Mỗi năm một số ít các loài tuyệt chủng lại được phát hiện và sắp xếp vào nhóm DD. Ví dụ, trong năm 2002 danh sách tuyệt chủng đã giảm xuống 759 trước khi tăng lên như hiện nay.
Phiên bản Sách đỏ năm 2008 đã được phát hành ngày 6 tháng 10 năm 2008 trong Đại hội Bảo tồn Thế giới ở Barcelona có một số sửa đổi so với phiên bản 2007 và 2006.

### Sách đỏ của các loài cây bị đe dọa 1964
Sách đỏ IUCN 1964 về Các loài cây bị đe dọa sử dụng trước tiêu chí cũ của hệ thống đánh giá Sách đỏ. Cây liệt kê được trong danh sách có thể không đầy đủ, do đó có sự xuất hiện danh sách đỏ hiện nay. IUCN khuyên tốt nhất là nên để kiểm tra cả hai Sách đỏ trực tuyến và năm 1997 và nhà máy xuất bản sách đỏ.

### Sách đỏ năm 2006
Trong danh sách của Sách đỏ năm 2006, đã được phát hành vào ngày 04 tháng 5 năm 2006, đánh giá 40.168 loài, cộng thêm 2.160 phân loài, giống, cá, và nhóm động vật.

### Sách đỏ năm 2007
Vào ngày 12 tháng 9 năm 2007, Liên minh Bảo tồn Thiên nhiên Thế giới (IUCN) đã công bố Sách đỏ IUCN năm 2007. Trong văn bản này, họ đã đưa ra phân loại của họ về cả khỉ đột phía tây (Gorilla Gorilla) và khỉ đột sông Cross (Gorilla Gorilla diehli ) từ nguy cơ bị tuyệt chủng đến cực kỳ nguy cấp, đó là hạng mục cuối cùng trước khi bị tuyệt chủng trong tự nhiên, do Virus Ebola và những kẻ săn bắt trộm, cùng với các yếu tố khác. Russ Mittermeier, giám đốc của IUCN tại Thụy Sĩ dựa trên bộ Linh trưởng,  chuyên gia của IUCN, nói rằng có 16.306 loài đang bị đe dọa tuyệt chủng, nhiều hơn 188 loài so với năm 2006 (tổng cộng 41.415 loài trong Sách đỏ). Danh sách đỏ bao gồm đười ươi Sumatra (Pongo abelii) trong hạng mục Cực kỳ nguy cấp và đười ươi Borneo (Pongo pygmaeus) ở hạng mục Nguy cấp.

### Sách đỏ năm 2008
Sách đỏ năm 2008 đã được phát hành vào ngày 6 tháng 10 năm 2008, tại Hội nghị Bảo tồn Thế giới IUCN diễn ra tại Barcelona, và đã khẳng định được một "cuộc khủng hoảng tuyệt chủng", với gần như một trong bốn động vật có vú có nguy cơ biến mất mãi mãi. Nghiên cứu này cho thấy ít nhất 1.141 trong 5.487 động vật có vú trên Trái Đất được biết là đang bị đe dọa tuyệt chủng nguy cơ rất cao, và 836 loài được liệt kê như Thiếu dữ liệu.

### Sách đỏ năm 2012
Sách đỏ năm 2012 đã được phát hành ngày 19 tháng 7 năm 2012 tại Hội nghị Thượng đỉnh Bảo tồn Thiên nhiên Trái Đất Rio lần thứ 20; đã có gần 2.000 loài mới được thêm vào, với 4 loài vào danh sách tuyệt chủng, 2 danh sách khác lại được khám phá. IUCN đánh giá tổng cộng 63.837 loài trong đó tiết lộ 19.817 loài đang bị đe dọa tuyệt chủng. Với 3.947 loài được mô tả như là "cực kỳ nguy cấp" và 5.766 là "nguy hiểm", trong khi hơn 10.000 loài được liệt kê là "dễ bị tổn thương". Đe dọa 41% các loài động vật lưỡng cư, 33% các loài san hô, 30% các loài cây lá kim, 25% động vật có vú, và 13% loài chim. Danh sách đỏ IUCN đã liệt kê 132 loài thực vật và động vật từ Ấn Độ là "Cực kỳ nguy cấp". 

## Các danh mục phân loại
Các loài được xếp vào 9 bậc theo các tiêu chí về mức độ đe dọa tuyệt chủng như tốc độ suy thoái (rate of decline), kích thước quần thể (population size), phạm vi phân bố (area of geographic distribution), và mức độ phân tách quần thể và khu phân bố (degree of population and distribution fragmentation).

### Tuyệt chủng
Tuyệt chủng (tiếng Anh: Extinct, viết tắt EX) là một trạng thái bảo tồn của sinh vật được quy định trong Sách đỏ IUCN. Một loài hoặc dưới loài bị coi là tuyệt chủng khi có những bằng chứng chắc chắn rằng cá thể cuối cùng đã chết.

### Tuyệt chủng trong tự nhiên
Tuyệt chủng trong tự nhiên (tiếng Anh: Extinct in the Wild, viết tắt EW) là một trạng thái bảo tồn của sinh vật. Một loài hoặc dưới loài bị coi là tuyệt chủng trong tự nhiên khi các cuộc khảo sát kỹ lưỡng ở sinh cảnh đã biết và hoặc sinh cảnh dự đoán, vào những thời gian thích hợp (theo ngày, mùa năm) xuyên suốt vùng phân bố lịch sử của loài đều không ghi nhận được cá thể nào còn tồn tại. Các khảo sát nên vượt khung thời gian thích hợp cho vòng sống và dạng sống của đơn vị phân loại đó. Các cá thể của loài này chỉ còn được tìm thấy với số lượng rất ít trong sinh cảnh nhân tạo và phụ thuộc hoàn toàn vào chăm sóc của con người.

### Cực kỳ nguy cấp
Cực kỳ nguy cấp (tiếng Anh: Critically Endangered, viết tắt CR) là một trạng thái bảo tồn của sinh vật. Một loài hoặc nòi được coi là cực kỳ nguy cấp khi nó phải đối mặt với nguy cơ tuyệt chủng trong tự nhiên rất cao trong một tương lai rất gần, khi quần thể loài suy giảm đến 80% hoặc diện tích phân bố chỉ còn trên khoảng 100 km².

### Nguy cấp
Nguy cấp (tiếng Anh: Endangered, viết tắt EN) là một trạng thái bảo tồn của sinh vật. Một loài bị coi là Nguy cấp khi nó phải đối mặt với nguy cơ tuyệt chủng trong tự nhiên rất cao trong một tương lai rất gần nhưng kém hơn mức cực kỳ nguy cấp.Quần thể bị suy giảm 50% hoặc diện tích phân bố còn 5000 km^2

### Sắp nguy cấp
Sắp nguy cấp (tiếng Anh: Vulnerable, viết tắt VU) là một trạng thái bảo tồn của sinh vật. Một loài hoặc nòi bị đánh giá là Sắp nguy cấp khi nó không nằm trong 2 bậc CR và Nguy cấp (EN) nhưng phải đối mặt với nguy cơ tuyệt chủng trong tự nhiên cao trong một tương lai không xa. Quần thể của chúng bị suy giảm 20% hoặc diện tích phân bố chỉ còn khoảng 20000 km^2.

### Sắp bị đe dọa
Sắp bị đe dọa (tiếng Anh: Near-threatened, viết tắt NT) là một trạng thái bảo tồn của sinh vật. Một loài hoặc nòi bị đánh giá là Sắp bị đe dọa (NT) khi nó sắp phải đối mặt với nguy cơ tuyệt chủng trong tự nhiên cao trong một tương lai không xa.

### Ít quan tâm
Ít quan tâm (tiếng Anh: Least concern, viết tắt LC) là những loài ít được con người quan tâm (LC) hoặc không thỏa mãn đủ tiêu chí cần được bảo vệ trước nguy cơ tuyệt chủng.

### Thiếu dữ liệu
Thiếu dữ liệu (tiếng Anh: Data deficient, viết tắt DF) là những loài vẫn còn thiếu dữ liệu về tình trạng hiện nay để cung cấp thông tin đầy đủ (DD). Tuy nhiên những loài này có thể chuyển đổi thành các cấp khác khi đã có đủ thông tin về tình trạng hiện nay của chúng.

### Không được đánh giá
Không được đánh giá (tiếng Anh: Not evaluated, viết tắt NE) là những loài không được nghiên cứu nhiều do một số lý do.
Trong tiêu chí đánh giá của IUCN năm 1994 thì có 8 bậc. Bậc Ít nguy cấp (Lower Risk, LR) bao gồm 3 nhóm nhỏ là Sắp bị đe doạ, Ít quan tâm, và Phụ thuộc bảo tồn (Conservation Dependent, CD) (nay gộp vào nhóm Sắp bị đe dọa).
Khi nói đến các loài, hay phân loài đang bị đe doạ, hoặc có nguy cơ tuyệt chủng thì có nghĩa là các loài thuộc bậc CR, EN, và VU.

### Có thể tuyệt chủng
Định nghĩa "Có thể tuyệt chủng" (tiếng Anh: Possibly Extinct, viết tắt PE được sử dụng bởi Birdlife International, Cơ quan Sách Đỏ cho các loài chim trong Sách Đỏ của IUCN. BirdLife International đã khuyến nghị PE trở thành một tên chính thức cho các loài có nguy cơ tuyệt chủng và hiện tại nó đã được sử dụng, cùng với "Tuyệt chủng trong tự nhiên" cho các loài có quần thể sống sót trong điều kiện nuôi nhốt nhưng có khả năng bị tuyệt chủng trong tự nhiên (ví dụ: Vẹt đuôi dài xanh).

## Phiên bản

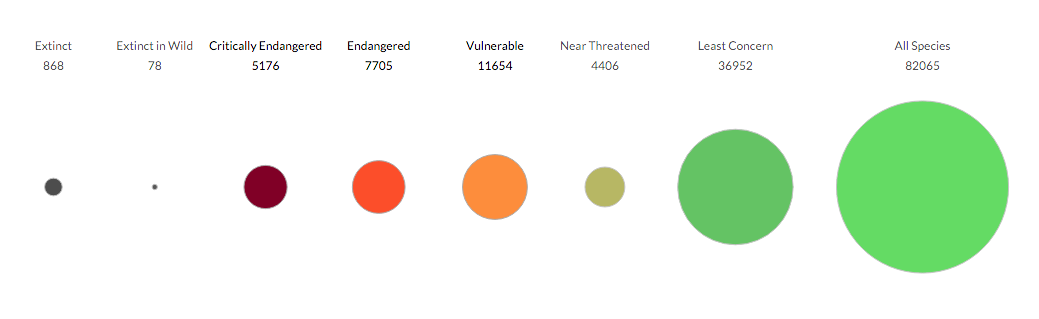
So sánh số lượng loài trong từng danh mục của Sách đỏ IUCN.

Đã có một số phiên bản có từ năm 1991 bao gồm:
- Phiên bản 1.0 (1991)
- Phiên bản 2.0 (1992)
- Phiên bản 2.1 (1993)
- Phiên bản 2.2 (1994)
- Phiên bản 2.3 (1994)
- Phiên bản 3.0 (1999)
- Phiên bản 3.1 (2001)
- Phiên bản 4 (2015)

Đối với thực vật, Sách đỏ 1997 là nguồn quan trọng nhất.

## Chỉ trích

Sách Đỏ của IUCN 1994 (phiên bản 2.3), được sử dụng cho các loài chưa được đánh giá lại từ năm 2001.

Năm 1997, Sách đỏ IUCN đã nhận sự chỉ trích với lý do bí mật xung quanh các nguồn dữ liệu của nó. Những cáo buộc này đã dẫn đến những nỗ lực của IUCN để cải thiện chất lượng tài liệu và dữ liệu của mình và đưa các đánh giá ngang hàng vào Sách Đỏ. Một bài xã luận của Nature đã lên tiếng bảo vệ sự liên quan đến Sách đỏ vào tháng 10 năm 2008.
Có ý kiến cho rằng sách đỏ của IUCN và các công trình tương tự dễ bị chính phủ và các tổ chức khác lạm dụng để đưa ra kết luận không phù hợp về tình trạng môi trường hoặc ảnh hưởng đến khai thác tài nguyên thiên nhiên.